# Luigi Colani

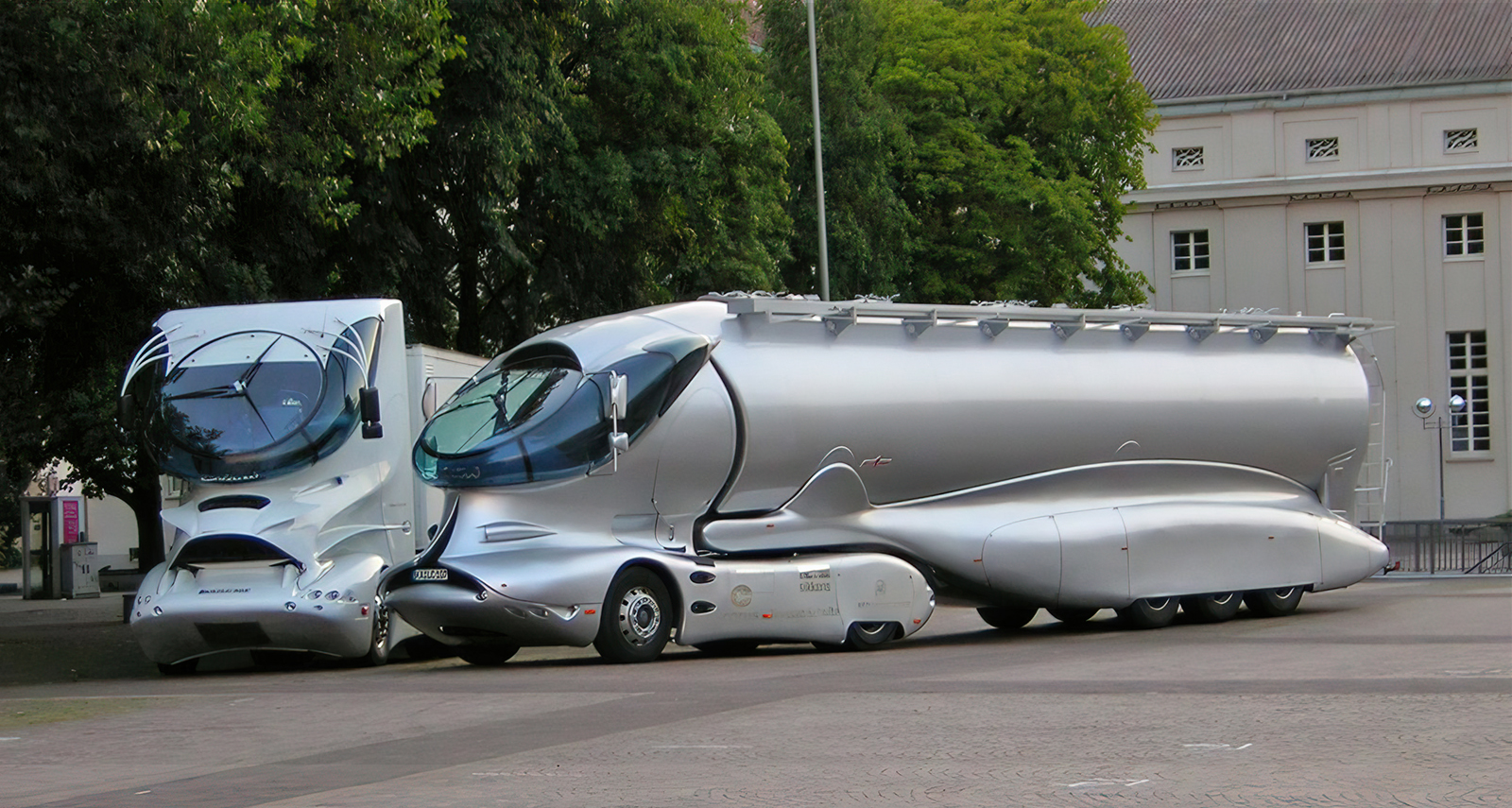
Prototyp ciężarówki projektu Luigi Colaniego

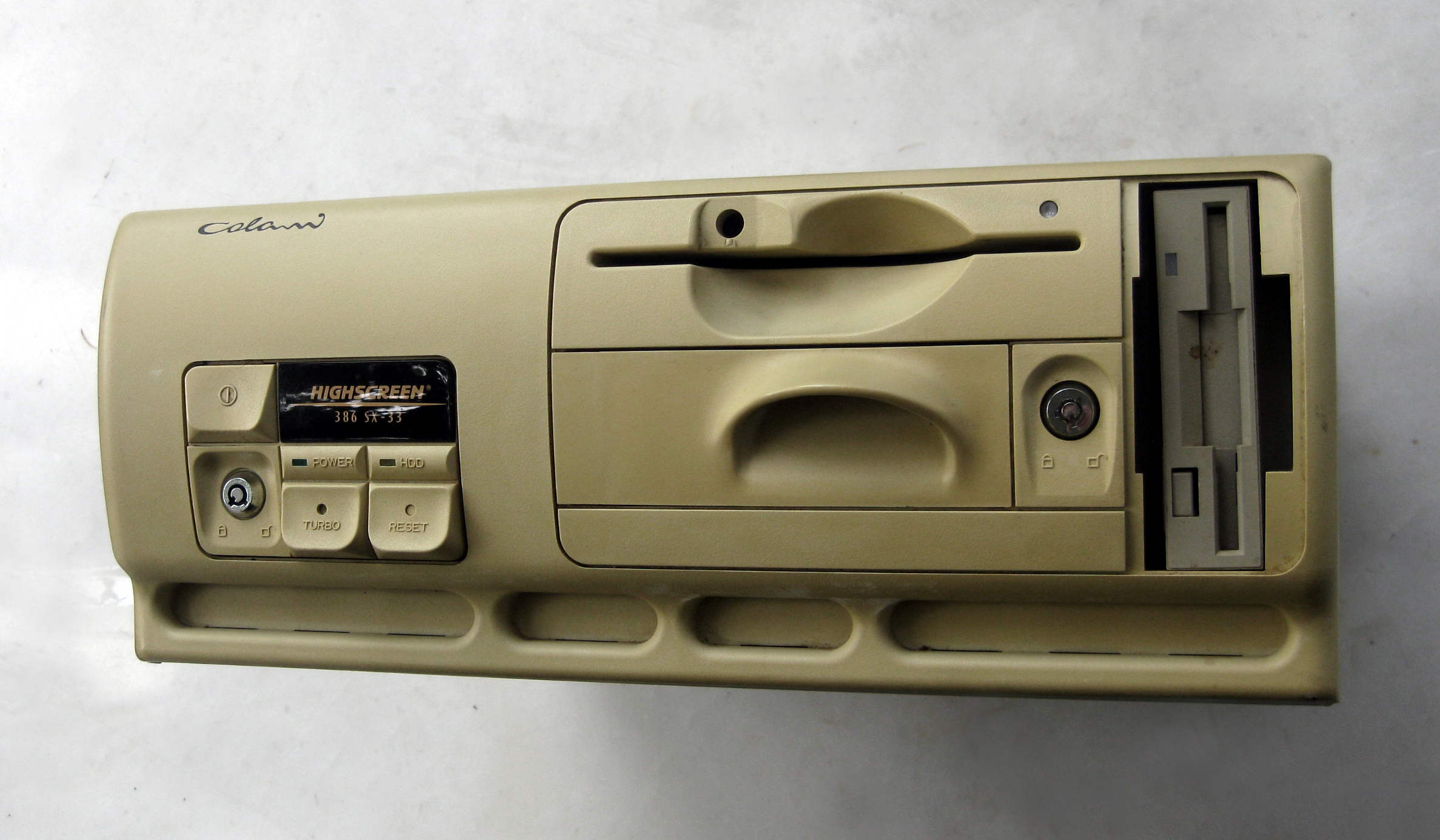
Komputer stacjonarny z lat 90. zaprojektowany dla firmy Vobis

Luigi Colani (ur. 3 sierpnia 1928 w Berlinie jako Lutz Colani, zm. 16 września 2019 w Karlsruhe) – niemiecki projektant wzorów przemysłowych. Zdobywca wielu nagród w swojej dziedzinie.

## Życiorys
Jego ojciec, z pochodzenia Kurd wywodził się z niewielkiej wioski Madulain, która znajduje się niedaleko Sankt Moritz w Szwajcarii, matka pochodziła z Polski.
Luigi Colani mieszkał w Karlsruhe w Niemczech. Jego syn Solon Luigi Lutz również pracuje jako projektant, mieszka w Berlinie.